# Lijst van beelden in Brussel
Dit is een chronologische lijst van beelden in Brussel. Onder een beeld wordt hier verstaan elk driedimensionaal kunstwerk in de openbare ruimte van de Belgische gemeente Brussel, waarbij beeld wordt gebruikt als verzamelbegrip voor sculpturen, standbeelden, installaties en overige beeldhouwwerken.
| Geplaatst     | Omschrijving                                                          | Kunstenaar                                                                                           | Straat                                                                   | Plaats  | Materiaal                              | Afbeelding |
| ------------- | --------------------------------------------------------------------- | --- | ------------------------------------------------------------------------ | ------- | -------------------------------------- | ---------- |
| 1619          | Manneken Pis                                                          | Hiëronymus Duquesnoy                                                                                 | Stoofstraat/Eikstraat                                                    | Brussel | brons                                  |            |
| 1687          | De Melkboerin                                                         | Marc De Vos                                                                                          | Boterstraat                                                              | Brussel | arduin                                 |            |
| 1751          | Minerva-fontein                                                       | Jacques Bergé                                                                                        | Grote Zavel                                                              | Brussel | marmer                                 |            |
| 1838          | Generaal Belliard                                                     | Willem Geefs                                                                                         | Baron Hortastraat                                                        | Brussel |                                        |            |
| 1838-1848     | Martelaren van de Belgische Revolutie                                 | Willem Geefs, Louis Roelandt                                                                         | Martelarenplein                                                          | Brussel |                                        |            |
| 1847          | Andreas Vesalius                                                      | Jozef Geefs                                                                                          | Barricadenplein                                                          | Brussel | brons                                  |            |
| 1848          | Karel van Lotharingen                                                 | Louis Jéhotte                                                                                        | Museumplein                                                              | Brussel | brons                                  |            |
| 1848          | Godfried van Bouillon                                                 | Eugène Simonis                                                                                       | Koningsplein                                                             | Brussel | brons                                  |            |
| 1850          | Nicolas Rouppe                                                        | Charles Auguste Fraikin                                                                              | Rouppeplein                                                              | Brussel | brons                                  |            |
| 1864          | Graaf Egmont en Graaf Horne                                           | Charles Auguste Fraikin                                                                              | Kleine Zavel, oorspronkelijk op de Grote Markt                           | Brussel | brons                                  |            |
| 1872          | John Cockerill                                                        | Armand Cattier                                                                                       | Luxemburgplein                                                           | Elsene  | brons                                  |            |
| 1874          | Alexandre Gendebien                                                   | Charles Van der Stappen                                                                              | Frère Orbansquare, oorspronkelijk op het Gerechtsplein                   | Brussel | marmer                                 |            |
| 1880          | Adolphe Quetelet                                                      | Charles-Auguste Fraikin                                                                              | Hertogstraat                                                             | Brussel | marmer                                 |            |
| 1880?         | Filips van Marnix van Sint-Aldegonde                                  | Paul De Vigne                                                                                        | Kleine Zavel                                                             | Brussel |                                        |            |
| 1885          | Le dompteur de chevaux                                                | Thomas Vinçotte                                                                                      | Louizalaan                                                               | Brussel | brons                                  |            |
| 1888          | Auguste Orts fontein                                                  | Hendrik Beyaert, Georges Houtstont                                                                   | Auguste Orts straat                                                      | Brussel |                                        |            |
| 1889          | Frans Anneessens                                                      | Thomas Vinçotte                                                                                      | Anneessensplein                                                          | Brussel | marmer                                 |            |
| 1889          | Jan Baptista van Helmont                                              | Gerard Vanderlinden                                                                                  | Nieuwe Graanmarkt                                                        | Brussel | marmer                                 |            |
| 1897          | Charles Rogier                                                        | Guillaume De Groot                                                                                   | Vrijheidsplein                                                           | Brussel | brons                                  |            |
| 1897          | Frédéric de Mérode                                                    | Paul Du Bois Henry Van de Velde architect                                                            | Martelarenplein                                                          | Brussel | brons                                  |            |
| 1897          | Anspachfontein                                                        | Émile Janlet, Paul De Vigne, Julien Dillens, Godefroid Devreese, Pierre Braecke en Georges Houtstont | Brandhoutkaai                                                            | Brussel | roze graniet en steen                  |            |
| 1898          | Het Dulle Lied (La Folle Chanson)                                     | Jef Lambeaux                                                                                         | Ambiorixsquare                                                           | Brussel |                                        |            |
| 1900          | Walthère Frère-Orban                                                  | Charles Samuel                                                                                       | Frère-Orbansquare                                                        | Brussel |                                        |            |
| 1901          | Ruiterstandbeeld van Karel van Lotharingen                            | Nicolas Van Mons (1752) J. Jaquet (1854) P. Van Aerschodt / Jules Lagae (1901)                       | Grote Markt                                                              | Brussel | verguld brons                          |            |
| 1905          | Vierspan op de triomfboog                                             | Thomas Vinçotte en Jules Lagae                                                                       | Jubelpark                                                                | Brussel | marmer                                 |            |
| 1905          | West-Vlaanderen (Province de Flandre Occidentale) op de triomfboog    | Jef Lambeaux                                                                                         | Jubelpark                                                                | Brussel | brons                                  |            |
| 1905          | Oost-Vlaanderen (Province de Flandre Orientale) op de triomfboog      | Jef Lambeaux                                                                                         | Jubelpark                                                                | Brussel | brons                                  |            |
| 1905          | Luik (Province de Liège) op de triomfboog                             | Charles Van der Stappen                                                                              | Jubelpark                                                                | Brussel | brons                                  |            |
| 1905          | Antwerpen (Province d'Anvers) op de triomfboog                        | Charles Van der Stappen                                                                              | Jubelpark                                                                | Brussel | brons                                  |            |
| 1905          | Henegouwen (Province de Hainaut) op de triomfboog                     | Albert Desenfans                                                                                     | Jubelpark                                                                | Brussel | brons                                  |            |
| 1905          | Limburg (Province de Limbourg) op de triomfboog                       | Albert Desenfans                                                                                     | Jubelpark                                                                | Brussel | brons                                  |            |
| 1905          | Luxemburg (Province de Luxembourg) op de Triomfboog van het Jubelpark | Guillaume De Groot                                                                                   | Parc du Cinquantenaire                                                   | Brussel | brons                                  |            |
| 1905          | Namen (Province de Namur) op de triomfboog                            | Guillaume De Groot                                                                                   | Jubelpark                                                                | Brussel | brons                                  |            |
| 1906          | Ruitergevecht                                                         | Jacques de Lalaing                                                                                   | Terkamerenbos                                                            | Brussel | brons                                  |            |
| 1912          | Comte de Smet de Naeyer                                               | Charles Samuel                                                                                       | Jan Jacobsplein                                                          | Brussel | marmer                                 |            |
| 1920          | Edith Cavell en Marie Depage                                          | Paul Du Bois                                                                                         | Rue Edith Cavell / Rue Marie Depage                                      | Ukkel   | brons                                  |            |
| 1921          | Monument voor de Belgische pioniers in Congo                          | Thomas Vinçotte                                                                                      | Jubelpark                                                                | Brussel |                                        |            |
| 1922          | De Maturiteit                                                         | Victor Rousseau                                                                                      | plein tussen Ravensteinstraat, Twaalfapostelenstraat en Kanselarijstraat | Brussel | marmer op sokkel van Euville-kalksteen |            |
| 1923          | Gabrielle Petit                                                       | Egide Rombaux                                                                                        | Sint-Jansplein                                                           | Brussel | brons                                  |            |
| 1926          | Leopold II van België                                                 | Thomas Vinçotte                                                                                      | Troonplein                                                               | Brussel | brons                                  |            |
| 1930          | Monument aan de Arbeid                                                | Constantin Meunier (beeldhouwer) en Mario Knauer (architect)                                         |                                                                          | Laken   | brons en marmer                        |            |
| 1930          | De Brabançonne                                                        | Charles Samuel                                                                                       | Surlet de Chokierplein                                                   | Brussel | brons                                  |            |
| 1935          | Prins de Ligne                                                        | John Cluysenaar                                                                                      | Egmontpark                                                               | Brussel | brons                                  |            |
| 1941          | Kardinaal Mercier                                                     | Égide Rombaux                                                                                        | Sint-Goedeleplein                                                        | Brussel | brons                                  |            |
| 1948          | Emile Storms                                                          | Marnix D'Haveloose                                                                                   | De Meeûssquare (ingetrokken op 30 juni 2022 zonder bouwvergunning)       | Elsene  | marmer                                 |            |
| 1950          | Albert I-ruiterstandbeeld                                             | Alfred Courtens                                                                                      | kunstberg                                                                | Brussel | brons                                  |            |
| 1958          | The Whirling Ear                                                      | Alexander Calder                                                                                     | kunstberg                                                                | Brussel |                                        |            |
| 1980          | Generaal Montgomery                                                   | Oscar Nemon                                                                                          | Montgomeryplein                                                          | Brussel | brons                                  |            |
| 1985          | Jeanneke Pis                                                          | Denis-Adrien Debouvrie                                                                               | Getrouwheidsgang                                                         | Brussel | brons                                  |            |
| 1987 (beeld)  | Karel Buls-fontein                                                    | Henri Lenaerts                                                                                       | Agoraplein                                                               | Brussel | brons                                  |            |
| 1989          | Don Quichot en Sancho Panza                                           | Lorenzo Coullaut-Valera                                                                              | Spanjeplein                                                              | Brussel | brons                                  |            |
| 1993          | Borstbeeld van Jean de Selys Longchamps                               | Paul Boedts                                                                                          | Louizalaan                                                               | Brussel | Verguld brons                          |            |
| 1995          | Béla Bartók                                                           | Imre Varga                                                                                           | Spanjeplein                                                              | Brussel |                                        |            |
| 1996          | Borstbeeld Koning Boudewijn                                           | Henri Lenaerts                                                                                       | Sint-Goedelevoorplein                                                    | Brussel | brons                                  |            |
| 2000          | Madame Chapeau                                                        | Tom Frantzen                                                                                         | Hoek Zuidstraat en Mussenstraat                                          | Brussel | brons                                  |            |
| 2007, 4 april | Eugène Simonis                                                        | Annie Jungers & Eugène Simonis                                                                       | Eugène Simonisplein                                                      | Brussel |                                        |            |